# Liste der Landwirtschaftsminister von Sachsen
Die Liste der Landwirtschaftsminister von Sachsen bietet einen Überblick über die Landwirtschaftsminister des Freistaates Sachsen und seiner Vorgängerstaaten.
Aufgeführt sind die Minister seit Errichtung des ersten sächsischen Landwirtschaftsministeriums 1945.
| Name                                                         | Amtsantritt                                    | Kabinett                                       | Partei                                         |
| Vizepräsident für Ernährung und Landwirtschaft               | Vizepräsident für Ernährung und Landwirtschaft | Vizepräsident für Ernährung und Landwirtschaft | Vizepräsident für Ernährung und Landwirtschaft |
| ------------------------------------------------------------ | ---------------------------------------------- | ---------------------------------------------- | ---------------------------------------------- |
| Wilhelm Lenhard                                              | 4. Juli 1945                                   | Friedrichs I                                   | parteilos                                      |
| Vizepräsident für Landwirtschaft, Handel und Versorgung      |                                                |                                                |                                                |
| Walter Gäbler                                                | 17. September 1945                             | Friedrichs I                                   | SPD / SED                                      |
| Minister für Land- und Forstwirtschaft                       |                                                |                                                |                                                |
| Reinhard Uhle                                                | 12. Dezember 1946 30. Juli 1947                | Friedrichs II Seydewitz I                      | LDP                                            |
| Felix Kaden (kommissarisch)                                  | 30. März 1950                                  | Seydewitz I                                    | SED                                            |
| Minister für Landwirtschaft                                  |                                                |                                                |                                                |
| Fritz Weißhaupt                                              | 25. Mai 1950                                   | Seydewitz I Seydewitz II                       | DBD                                            |
| Von 1952 bis 1990 existierte kein Land Sachsen               |                                                |                                                |                                                |
| Minister für Landwirtschaft, Ernährung und Forsten           |                                                |                                                |                                                |
| Rolf Jähnichen                                               | 8. November 1990 6. Oktober 1994               | Biedenkopf I Biedenkopf II                     | CDU                                            |
| Minister für Umwelt und Landwirtschaft                       |                                                |                                                |                                                |
| Rolf Jähnichen                                               | 11. November 1998                              | Biedenkopf II                                  | CDU                                            |
| Steffen Flath                                                | 26. Oktober 1999 2. Mai 2002                   | Biedenkopf III Milbradt I                      | CDU                                            |
| Stanislaw Tillich                                            | 11. November 2004                              | Milbradt II                                    | CDU                                            |
| Roland Wöller                                                | 28. September 2007                             | Milbradt II                                    | CDU                                            |
| Frank Kupfer                                                 | 8. August 2008 30. September 2009              | Tillich I Tillich II                           | CDU                                            |
| Thomas Schmidt                                               | 13. November 2014 18. Dezember 2017            | Tillich III Kretschmer I                       | CDU                                            |
| Minister für Energie, Klimaschutz, Umwelt und Landwirtschaft |                                                |                                                |                                                |
| Wolfram Günther                                              | 20. Dezember 2019                              | Kretschmer II                                  | Grüne                                          |
| Minister für Umwelt und Landwirtschaft                       |                                                |                                                |                                                |
| Georg-Ludwig von Breitenbuch                                 | 19. Dezember 2024                              | Kretschmer III                                 | CDU                                            |